# Margaret Livingstone
Margaret Stratford Livingstone (* 3. April 1950 in Danville, Virginia, USA) ist eine US-amerikanische Neurowissenschaftlerin.
Sie ist seit 2014 Takeda Professor of Neurobiology im Department of Neurobiology der Harvard Medical School.
Livingstone studierte am Massachusetts Institute of Technology (MIT). 1981 wurde sie an der Harvard University bei Edward Kravitz promoviert (Monoamines in the lobster : biochemistry, anatomy, and possible functional role). Postdoc-Aufenthalte führten sie an die Princeton University (bei William Quinn) und die Harvard University (bei David Hubel). 1983 wurde sie Assistant Professor an der Harvard Medical School, 1988 dann Professor und schließlich wurde sie 2014 zur Takeda Professor of Neurobiology ernannt.
Ihr Forschungsgebiet ist die visuelle Wahrnehmung, hier auch Sehen und Kunst sowie Gesichtserkennung.
Untersuchungen von Margaret Livingstone aus dem Jahr 2003 ergaben, dass das Lächeln der Mona Lisa verschwindet, wenn das Bild fokussiert wird (foveales Sehen): Aufgrund der Art und Weise, wie das menschliche Auge visuelle Informationen verarbeitet, ist es in der Sichtfeldmitte weniger geeignet, Schatten direkt wahrzunehmen; durch peripheres Sehen können Schatten jedoch gut wahrgenommen werden.
Sie war Doktormutter von Doris Tsao.

## Auszeichnungen
- 1984: Presidential Young Investigator Award
- 2011: Mika Salpeter Lifetime Achievement Award
- 2015: Mitglied der American Academy of Arts and Sciences
- 2020: Mitglied der National Academy of Sciences
- 2022: Golden Brain Award
- 2024: Prémio de Visão António Champalimaud
- 2024: Scolnick Prize in Neuroscience
- 2024: Karl Spencer Lashley Award der American Philosophical Society (Begründung: für ihre “fundamental discoveries concerning the organization and development of functionally specific processing pathways in the primate visual system.”)
- 2024: Rosenstiel Award

## Schriften (Auswahl)
- M. S. Livingstone, R. M. Harris-Warrick, E. A. Kravitz: Serotonin and octopamine produce opposite postures in lobsters. In: Science. Band 208, Nr. 4439, 4. Apr 1980, S. 76–79. doi:10.1126/science.208.4439.76.
- M. S. Livingstone, D. H. Hubel: Anatomy and physiology of a color system in the primate visual cortex. In: J Neurosci. Band 4, Nr. 1, Jan 1984, S. 309–356. doi:10.1523/JNEUROSCI.04-01-00309.1984.
- M. Livingstone, D. Hubel: Segregation of form, color, movement, and depth: anatomy, physiology, and perception. In: Science. Band 240, Nr. 4853, 6. May 1988, S. 740–749. doi:10.1126/science.3283936.
- D. Y. Tsao, W. A. Freiwald, R. B. Tootell, M. S. Livingstone: A cortical region consisting entirely of face-selective cells. In: Science. Band 311, Nr. 5761, 3. Feb 2006, S. 670–674. doi:10.1126/science.1119983.
- D. Y. Tsao, M. S. Livingstone: Mechanisms of face perception. In: Annu Rev Neurosci. Band 31, 2008, S. 411–437. doi:10.1146/annurev.neuro.30.051606.094238.
- M. J. Arcaro, P. F. Schade, M. S. Livingstone: Universal Mechanisms and the Development of the Face Network: What You See Is What You Get. In: Annu Rev Vis Sci. Band 5, 15. Sep 2019, S. 341–372. doi:10.1146/annurev-vision-091718-014917.
- Vision and Art: The Biology of Seeing. (updated and expanded edition). Abrams, 2022.